# Traganek pęcherzykowaty
Traganek pęcherzykowaty (Astragalus cicer L.) – gatunek rośliny należący do rodziny bobowatych. Rodzime obszary jego występowania to Azja i Europa. W Azji występuje na Kaukazie, w Turcji i na Syberii, w Europie w jej części środkowej, południowej i wschodniej. W Polsce rozpowszechniony na niżu, rzadki w niższych położeniach górskich i w północnej części kraju. Częstszy na Dolnym Śląsku.

## Morfologia
ŁodygaRozesłana lub podnosząca się, powyginana, gałęzista, kanciasta; o długości 20–60 cm, czasem do 80 cm; słabo, przylegająco owłosiona.
LiścieNieparzystopierzaste o (7) 11-29 (35) podłużnie jajowatych lub lancetowatych, tępych, mniej więcej owłosionych listkach. Przylistki małe, równowąskolancetowate, górne zrośnięte parami.
KwiatyMotylkowe, o długości 12-17 mm, prawie siedzące; zebrane w zbite, jajowate, 10-30 kwiatowe kwiatostany. Kielich rurkowato-dzwonkowaty, o lancetowatych ząbkach, czarno owłosiony. Korona jednobarwna, żółtawa.
OwocKulistawe lub szeroko jajowate, rozdęte, dwukomorowe strąki z wgłębieniem wzdłuż szwów, zakończone długimi dzióbkami; gęsto owłosione. Włosy na strąku dwojakie: krótkie czarne i długie białe, odstające. W strąku do 8(10) żółtych, nerkowatych nasion.

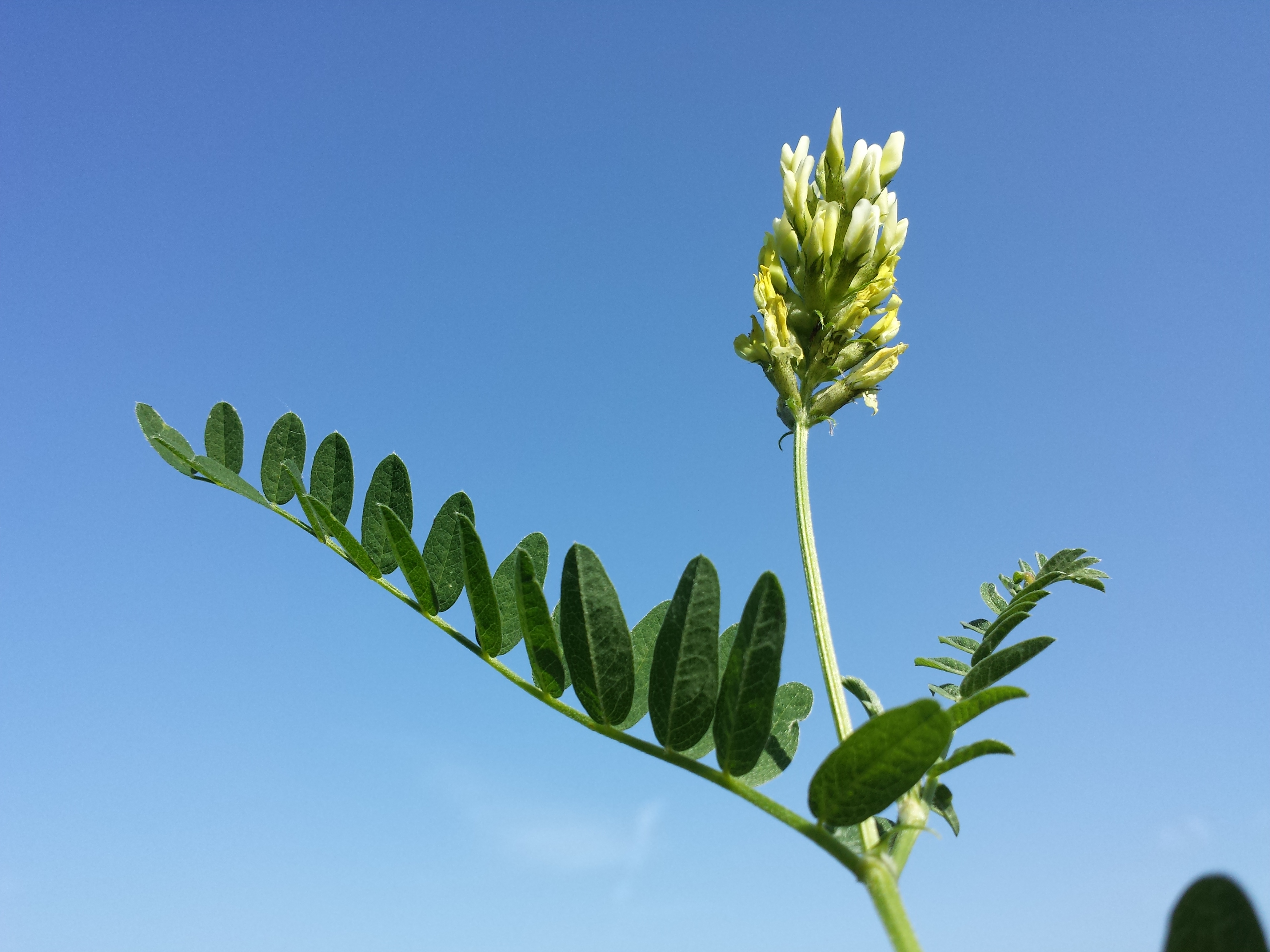
Liście i kwiatostan
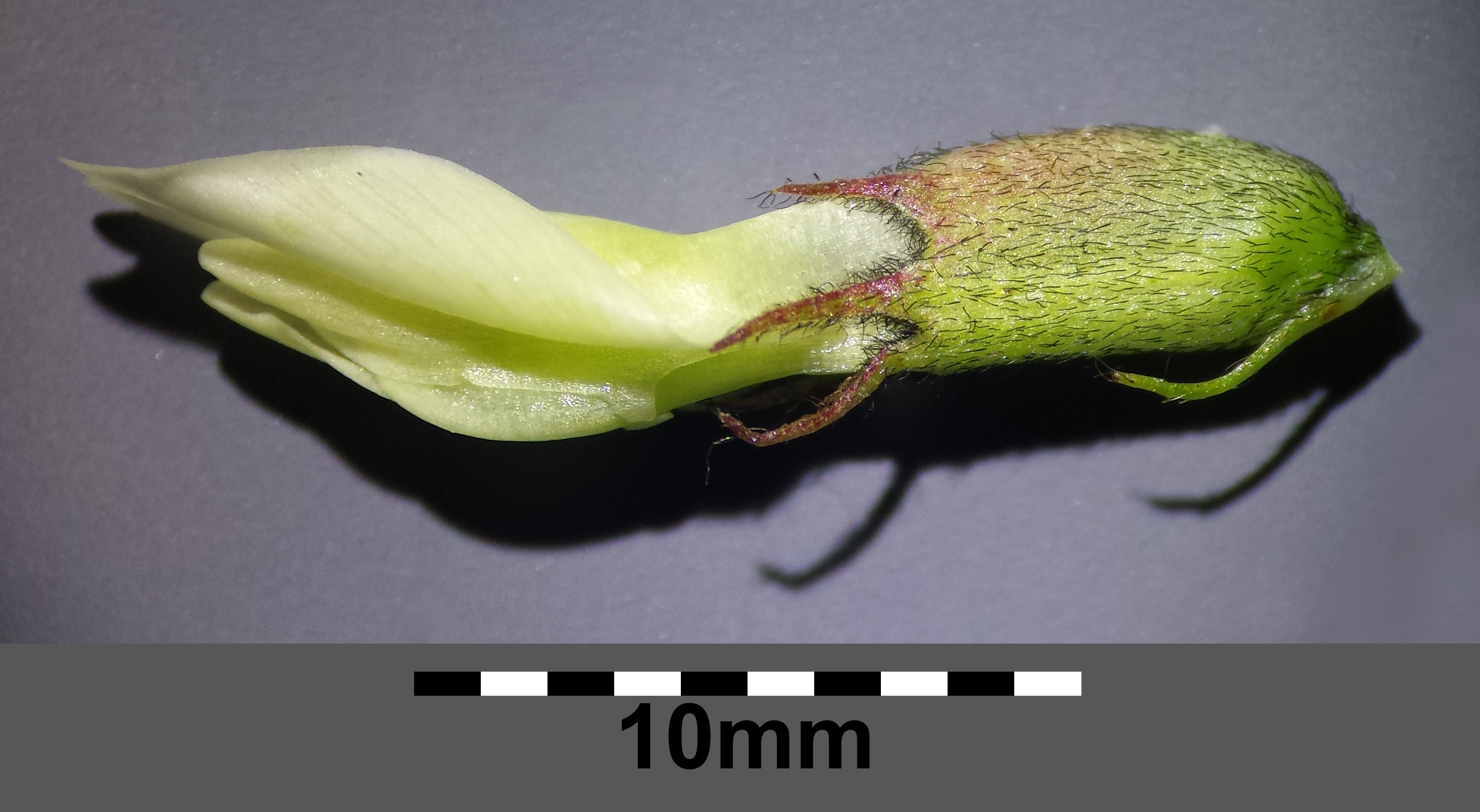
Pojedynczy kwiat
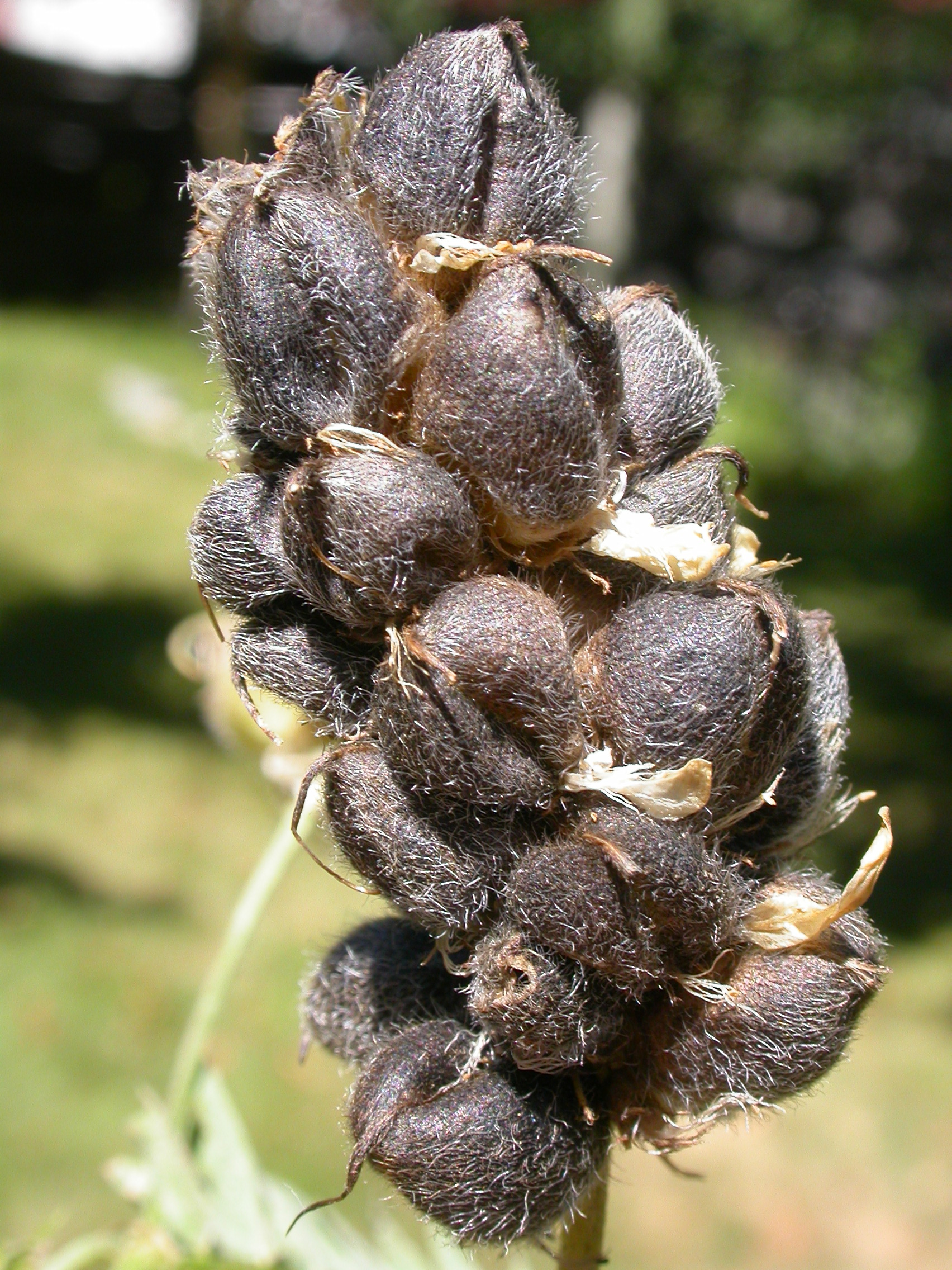
Owoce
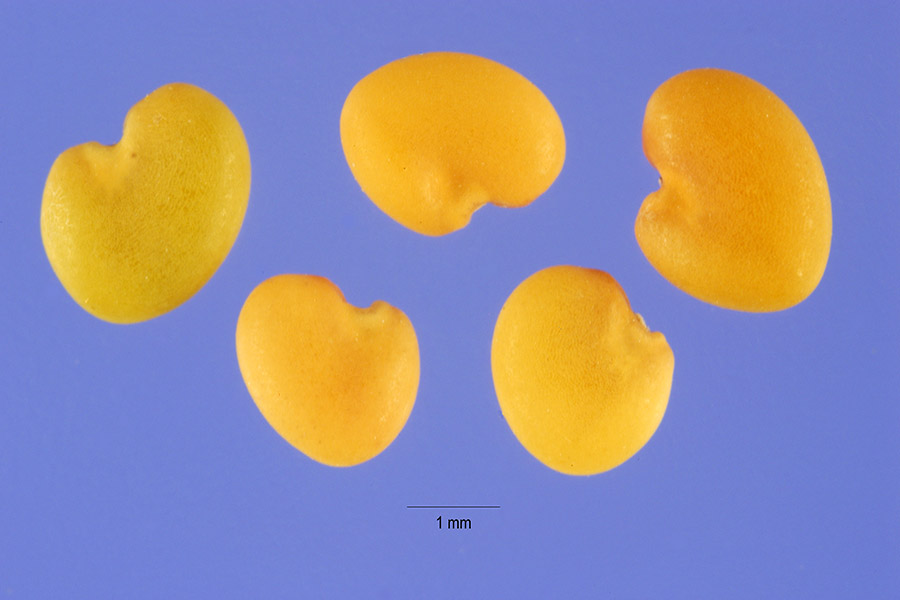
Nasiona

## Biologia i ekologia
Bylina, hemikryptofit. Siedlisko: słoneczne wzgórza i zbocza, widne lasy, ciepłolubne murawy i zarośla, spotykany także na miedzach, przydrożach, trawnikach miejskich; preferuje suche i zasadowe podłoża. Kwitnie od czerwca do sierpnia. Gatunek charakterystyczny dla klasy (Cl.) Trifolio-Geranietea.